# Rio Coşteiu-Chizătău Canal
O Rio Coşteiu-Chizătău Canal é um rio da Romênia, afluente do Bega, localizado no distrito de Timiş.